# Lolita Morena
Lolita Laura Fiorella Morena, más conocida como Lolita Morena (Cantiano, Italia, 15 de octubre de 1960), es una modelo, presentadora de televisión y actriz italiana-suiza.
En 1994 se casó con el futbolista alemán Lothar Herbert Matthäus con el que tuvo un hijo, Loris; posteriormente se divorciaron en 1999.

## Biografía
De origen ítalo-suizo, estudió Historia de España en la Universidad de Barcelona y egiptología en la Universidad de Ginebra; también es políglota ya que habla cinco idiomas: italiano, inglés, francés, alemán y español
Se dedicó a ser modelo, trasladándose a Suiza donde en 1982 ganó por primera vez el certamen de belleza Miss Suiza, ese mismo año se presentó al certamen Miss Mundo y posteriormente representó a Suiza en Miss Universo 1983, quedando finalista en ambos certámenes.
También durante esta época recibió dos veces el premio Miss Fotogénica.
Posteriormente, se dedicó al mundo de la televisión como presentadora, trabajando en canales de televisión de Italia, Suiza y Alemania. Junto con el periodista Jacques Deschenaux, presentó la XXXIV edición del Festival de la Canción de Eurovisión 1989, celebrado el 6 de mayo en el Palais de Beaulieu de la ciudad suiza de Lausana y en 1991, presentó el programa para elegir el representante de Suiza en el Festival de la Canción de Eurovisión. Más tarde trabajó en la Télévision suisse romande y en la SRG SSR.
En 1990, comenzó su carrera como actriz en la película La doble Nötzli , en la serie de comedia suiza Les Pique-Meurons.
Participa en una organización de la protección de los animales de Suiza.